# St. Nikolaus (Lützeroda)

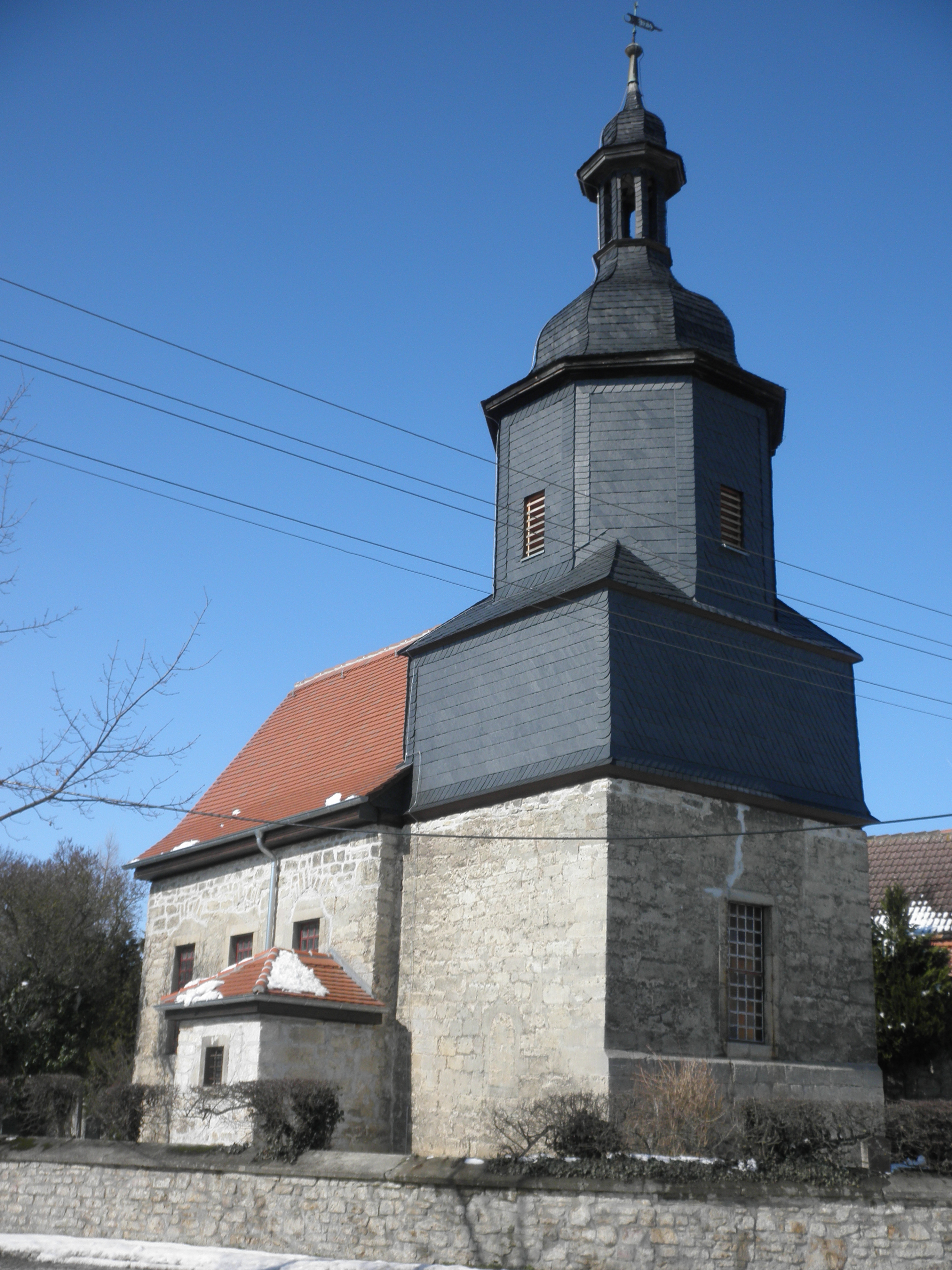
St. Nikolaus (2013)

Die Dorfkirche St. Nikolaus steht im Ortsteil Lützeroda der Stadt Jena in Thüringen. Die Kirche gehört zum Kirchenkreis Jena.

## Lage
Der Ort liegt vier Kilometer nordwestlich von Jena und die Dorfkirche am nordwestlichen Dorfausgang mitten im Gottesacker.

## Geschichte
1236 wurde das Dorf erstmals urkundlich genannt. Um diese Zeit soll die Kirche sich bereits auf dem Gottesacker befunden haben.

## Architektur
Die romanische Filialkirche ist eine Saalkirche mit schwach eingezogenem Chor. An der Südseite ist noch romanisches Mauerwerk erkennbar. Der Kirchturm von 1719 über dem Chor mit viereckigem Turmaufsatz aus Holz ist mit einer kleinen Schweifkuppel mit Laterne bekrönt. Er wurde 1985/86 erneuert.
Drei Steine an der Ostseite des Chors mit einfachen Reliefdarstellungen sind nicht zu definieren. An der Südseite befindet sich ein zugemauertes Rundbogenfenster. Die anderen Fenster sind aus der Zeit des Umbaus. Das Chorquadrat wird innen von einem Tonnengewölbe abgeschlossen.

## Besonderheiten
- der Sakramentenschrein ist in der Ostwand erhalten
- der Chor öffnet sich zum Langhaus mit romanischen Triumphbogen
- an der Südseite befindet sich der Kanzelaltar aus 1689
- an der Wand dreiseitige zweigeschossige Emporen
- Tonnengewölbe
- die Kirche wurde 1985/86 umgebaut und instand gesetzt

## Ausstattung
- Taufstein aus dem Jahr 1590
- Orgel aus dem 19. Jahrhundert[1][2]